# وليم ستانلي جيفونز

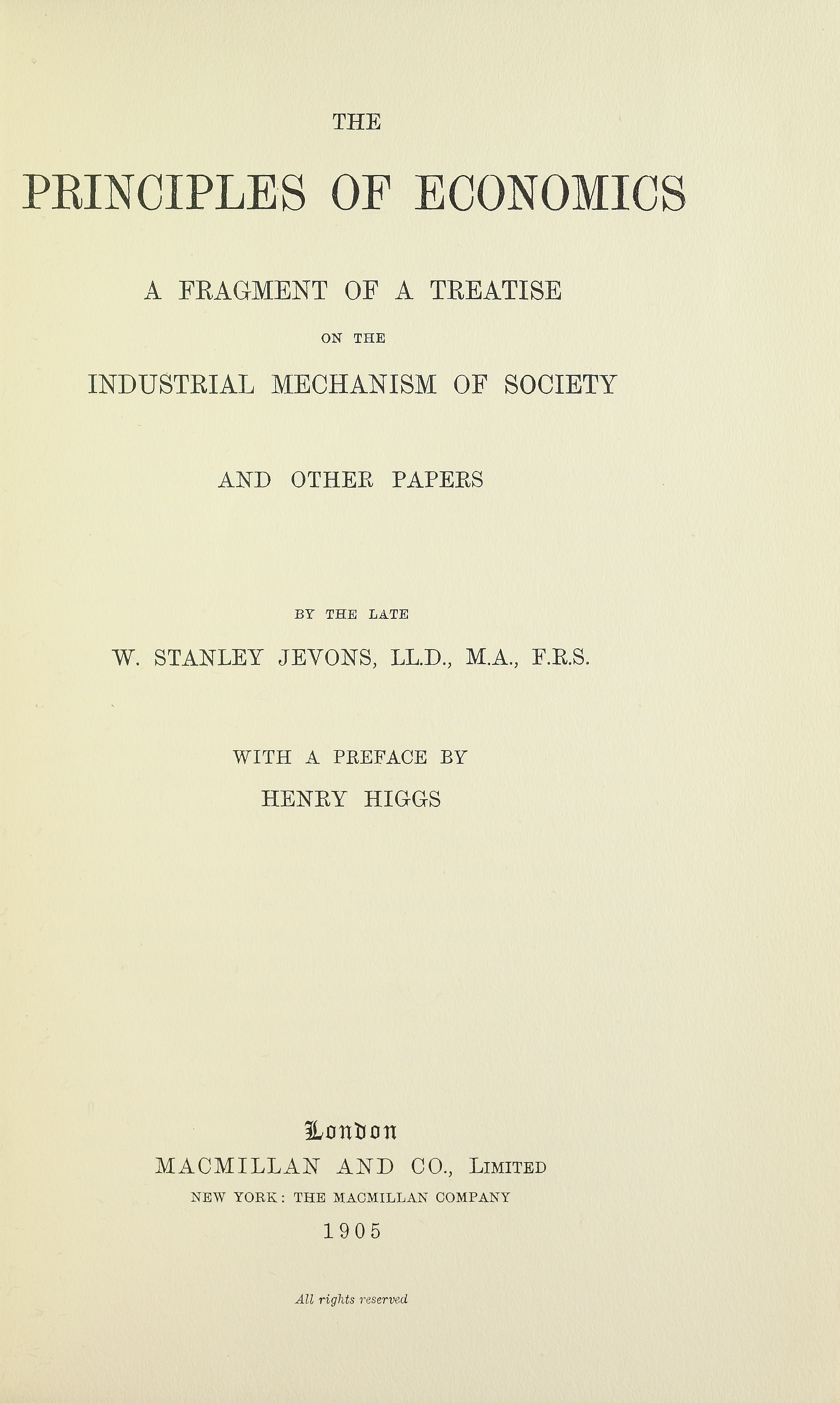
Principles of economics, 1905

وليم ستانلي جيفونس (بالإنجليزية: William Stanley Jevons) (1835 - 1882 م) هو عالم منطق و اقتصادي إنكليزي، وأستاذ بجامعتي مانشستر ولندن، وواحد من أوائل من استخدموا المنهج الرياضي في التحليل الاقتصادي، ولم يحرره هذا من ربقة الفهم المادي الفج للاقتصاد (الأزمات مثلاً)، وكان في المنطق من أتباع جورج بول برغم أنه أشار إلى المثالية في الحسابات المنطقية عند بول، وكان جيفونز واضع أول وأبسط آلة منطقية، وقد مالت نظريته في المعرفة إلى اللاإدارية.
وصف «إيرفينج فيشر» كتاب جيفونز بعنوان «النظرية الرياضيّة العامة في الاقتصاد السياسي» (1862) بأنه بداية لدخول الأساليب الرياضية في العلوم الاقتصادية. جعل الكتاب اهتمام علم الاقتصاد بالكميات قضيّة رياضية بالضرورة. ووضّح بذلك نظريّة المنفعة «النهائيّة» (الحديّة) للقيمة. كان عمل جيفونز، إلى جانب اكتشافات مماثلة لكارل مينجر في فيينا (1871) وليون فالراس في سويسرا (1874)، بمثابة بداية مرحلة جديدة في تاريخ الفكر الاقتصادي.
عزّزت مساهمات جيفونز في ثورة المنفعة الحديّة في الاقتصاد في نهاية القرن التاسع عشر سُمعته كقائد سياسي واقتصادي وعالم منطق في ذلك الوقت.
قطع جيفونز دراسته للعلوم الطبيعيّة في لندن عام 1854 ليعمل كفاحص ومُثمّن للمعادن في سيدني، حيث اكتسب اهتمامه بالاقتصاد السياسي. بعودته إلى المملكة المتحدة في عام 1859، نشر كتابه «النظرية الرياضية العامة في الاقتصاد السياسي» في عام 1862 الذي لخّص فيه نظرية المنفعة الحديّة للقيمة، بالإضافة إلى كتاب «هبوط خطير في قيمة الذّهب» في عام 1863. بالنسبة لجيفونز، ترتبط منفعية أو قيمة وحدة إضافية من المنتج بالنسبة لمستهلك ما بشكل عكسي بعدد وحدات المنتج التي يمتلكها مسبقًا، على الأقل بما يتجاوز كمية حرجة ما.
تلقّى جيفونز تقديرًا شعبيًّا لعمله على كتابه بعنوان «قضيّة الفحم» (1865) الذي لفت فيه الانتباه إلى الاستهلاك التدريجي للمخزون البريطاني للفحم، إذ طرح فكرة أن الزيادة في كفاءة إنتاج الطاقة تؤدّي إلى استهلاك أكثر وليس أقل. تُعرف هذه الفكرة اليوم بمفارقة جيفونز، إذ سُميت تيمّنًا به. نتيجةً لهذا العمل بالذات، يُعتبر جيفونز اليوم الخبير الاقتصادي الأول الذي يتمتع بمركز يُمكنه من تطوير وجهة نظر «إيكولوجية» في الاقتصاد.
أكثر أعماله أهمية هو مناهجه العلمية والمنطقية في كتابه «مبادئ العلوم (1874)»، بالإضافة إلى كتاب «نظرية الاقتصاد السياسي (1871)» وكتاب «الدولة من ناحية العمالة (1871)». كان من بين اختراعاته «بيانو المنطق» وهو حاسوب ميكانيكي.

## الدراسة
بدأ جيفونس دراساته الجامعية في عام 1851، وبعد ذلك اضطر بسبب أوضاع خاصة إلى ترك العلوم الطبيعية في المدرسة الجامعية بلندن عام 1854 ليصبح محلل في دار سك النقود في سيدني بأستراليا حتى عام 1859، ثم عاد إلى إنكلترا وأبدى اهتماماً بدراسة الاقتصاد والعلوم الاجتماعية. وفي عام 1866 عُين أستاذاً للاقتصاد السياسي في كلية أوين بمانشستر، ثم انتقل إلى الكلية الجامعية في عام 1876.

## إسهاماته ومؤلفاته
أسهم مع ليون فالراس Leon Walras في النمسا وكارل منجر Carl Menger في سويسرا، في وضع نظرية «القيمة-المنفعة».
وأبرز كتبه هي (نظرية الاقتصاد السياسي)، (دروس أولية في المنطق : الاستنباطي والاستقرائي)، (مبادئ العلم).

## الخلفية
وُلد جيفونز في ليفربول، لانكشير، إنجلترا. كان والده، توماس جيفونز، تاجر حديد، كتب أيضًا عن المواضيع الاقتصادية والقانونية. كانت والدته، ماري آن جيفونز، ابنة ويليام روسكو. أُرسل إلى لندن عندما كان عمره خمسة عشر عامًا ليلتحق بمدرسة يونيفيرسيتي كوليدج. في هذه الفترة تقريبًا، بدأ بالإيمان بأنه قادرٌ على تحقيق إنجازات مهمة كمفكّرٍ. قُبيل نهاية عام 1853، وبعد أن أمضى سنتين في يونيفيرسيتي كوليدج، حيث كانت مواده المفضلة هي الكيمياء وعلم النبات، تلقى عرضًا بالعمل كفاحص معادن في مصنع صك العملة الجديد في أستراليا. كانت فكرة ترك المملكة المتحدة غير محبذةٍ لكن أصبحت الاعتبارات المالية الناجمة عن فشل شركة والده عام 1847 ذات أثر جوهري؛ لذلك قبِل بالوظيفة.
غادر جيفونز المملكة المتحدة إلى سيدني ليعمل كفاحص في مصنع العملة. عاش جيفونز في البداية مع زميله وزوجته في تشرش هيل، ثم عاش في أنانغروف في بيترشام بضاحية دبل باي قبل أن يعود إلى إنجلترا. تحدّث عن حياته في رسائله إلى عائلته إذ التقط الصور ورسم خريطة اجتماعية لسيدني. عاد جيفونز إلى إنجلترا عبر أمريكا بعد خمس سنوات.
استقال من منصبه ودخل مجددًا إلى كلية جامعة لندن كطالبٍ في خريف عام 1859. حصل على شهادة بكالوريوس في الآداب وإجازة ماجستير من جامعة لندن. أولى اهتمامه الرئيسي للعلوم الأخلاقية، لكن اهتمامه بالعلوم الطبيعية لم يضعف أبداً؛ تابع خلال حياته كتابة مقالات عن مواضيع علمية وساهمت معرفته في العلوم الفيزيائية بشكل كبير في نجاح عمله المنطقي الرئيسي وهو كتابه «مبادئ العلوم». لم يمضِ وقتٌ طويل بعد حصوله على إجازة الماجستير حتى حصل على وظيفة مدرّس في كلية أوينز، مانشستر.
في عام 1866، اختِير بروفيسورًا في المنطق والفلسفة الأخلاقية والعقليّة وبروفيسور كوبدن في الاقتصاد السياسي في جامعة أوينز.

## نظرية المنفعة
توصّل جيفونز في وقت مبكر من حياته المهنية إلى المعتقدات التي شكّلت معظم مساهماته المميزة والأساسية في الاقتصاد والمنطق. أُعدّت نظرية المنفعة التي أصبحت الفكرة الأساسية لنظريته العامة في الاقتصاد السياسي، على صيغة رسالة كُتبت في عام 1860، ويمكن الاطلاع على أصل مبادئه المنطقية في استبدال المتشابهات في وجهة النظر التي قدّمها في رسالة أخرى كُتبت في عام 1861 مفادها: «وُجدت الفلسفة لكي تساهم في الإشارة إلى التشابه بين الأشياء». أخذت نظرية المنفعة المذكورة أعلاه والتي تفيد بأن درجة منفعة سلعة هي تابع رياضي مستمر لكمية السلعة المتوفرة، إلى جانب الاعتقاد بأن الاقتصاديات هي علم رياضي بالضرورة، شكلًا أكثر وضوحًا في مقال كُتب للجمعية البريطانية عام 1862 عن «نظرية رياضيّة عامة في الاقتصاد السياسي». يبدو أن هذا المقال لم يلفت الانتباه كثيرًا سواءً في عام 1862 أو عند نشره بعد أربع سنوات، ولم يحدث ذلك حتى عام 1871، عندما ظهرت نظرية الاقتصاد السياسي التي فسّر جيفونز فيها معتقداته بصيغتها الكاملة.
لم يصبح جيفونز مُلمًا بتطبيقات الرياضيات في الاقتصاد السياسي والتي تحدّث عنها كُتّاب سابقون، لا سيما أنطوان أوغستين وإتش. إتش غوسن إلّا بعد نشر أعماله. جرى تُطوّر نظرية المنفعة في عام 1870 بشكل مستقل على أسس متشابهة إلى حد ما بواسطة كارل مينجر في النمسا وليون فالراس في سويسرا. فيما يتعلق باكتشاف العلاقة بين سعر الصرف والمنفعة النهائيّة (أو الحديّة)، تعود الأسبقية لغوسين، لكن ذلك لا ينتقص من الأهميّة الكبيرة للخدمة التي قدمها جيفونز للاقتصاد البريطاني باكتشافه الجديد للمبدأ، وللطريقة التي أجبرهم بها في النهاية على ملاحظته.
عبّر أحيانًا في رد فعله على وجهة النظر السائدة عن رأيه دون أن يكون مؤهلًا لذلك: على سبيل المثال، التصريح الذي أدلى به عند إطلاق نظرية الاقتصاد السياسي بأن القيمة تعتمد بشكل كلي على المنفعة، ففتح المجال بذلك لعدة تفسيرات خاطئة. لكن يمكن التغاضي عن بعض المبالغة في سعي الكاتب لجذب انتباه الجمهور المُحايد. بدأت الثورة الكلاسيكية الجديدة التي يمكن أن تعيد تشكيل الاقتصاد.
لم يُفرّق جيفونز بشكل واضح بين مفاهيم المنفعة التراتبية والكاردينالية. تسمح المنفعة الكاردينالية بمناقشة الحجم النسبي للمنافع، في حين تدل المنفعة الترتبية على أنه يمكن مقارنة السلع وترتيبها حسب السلع التي تقدم المنفعة الأكبر. على الرغم من أن جيفونز سبق وناقش كاردينالية وتراتبية المنفعة، تتطلب رياضياته استخدام توابع المنفعة الكاردينالية. على سبيل المثال، في «نظرية الاقتصاد السياسي»، الفصل الثاني، القسم الفرعي بعنوان «نظرية أبعاد الكميات الاقتصاديّة»، يصرح جيفونز بأن: «بالدرجة الأولى، يجب اعتبار المتعة والألم يقاسان على نفس المقياس، وبالتالي، فإن لهما نفس الأبعاد، وهما عبارة عن كميات من نفس النوع، يمكن إضافتها وطرحها...»، يتطلب الحديث عن القياس والجمع والطرح كاردينالية ويتطلب استخدام جيفونز المكثّف لحسابات التكامل. لاحظ أن الكاردينالية لا تعني القابليّة المباشرة للقياس، التي لم يؤمن بها جيفونز أصلًا.

## روابط خارجية
- وليم ستانلي جيفونز على موقع الموسوعة البريطانية (الإنجليزية)
- وليم ستانلي جيفونز على موقع إن إن دي بي (الإنجليزية)